# Seishi Kishimoto
Seishi Kishimoto (岸本 聖史|, Seishi Kishimoto) (8 november 1974) is een mangaka en is de jongere tweelingbroer van Masashi Kishimoto. Seishi maakte de manga 666 Satan. In 2008 begon hij een nieuwe manga, Blazer Drive.

## Stijl en invloeden
Seishi en Masashi tekenen al van jongs af samen manga's en hebben daardoor een vrijwel overeenkomende stijl. De twee worden vaak beschuldigd van plagiaat, maar er zijn duidelijke verschillen in hun tekenstijl. Van de twee is Masashi het bekendst.

## Werken
- Trigger
- Tenchu: The Wrath of Heaven
- O-Parts Hunter (oorspronkelijke titel: 666 Satan)
- Blazer Drive (lopend)

- Biblioteca Nacional de España: XX4861726
- Bibliothèque nationale de France: cb15039821t (data)
- Catàleg d'autoritats de noms i títols de Catalunya: 981058508728206706
- Gemeinsame Normdatei: 1060088096
- International Standard Name Identifier: 0000 0000 7826 3434
- Library of Congress Control Number: no2008059455
- Bibliotheek van het Japanse parlement: 00864702
- SNAC: w64x7xjc
- Virtual International Authority File: 56894500
- WorldCat: E39PBJgH9B4mpYMRvy3YbywQv3